# ニック・ネメス
ニコラス・セオドア・"ニック"・ネメス（Nicholas Theodore "Nic" Nemeth、1980年7月27日 - ）は、アメリカ合衆国のプロレスラー。オハイオ州クリーブランド出身。WWEではドルフ・ジグラー（Dolph Ziggler）の名で活動していた。

## 来歴

### WWE

#### 2004年〜2007年
ケント州立大学時代はアマレスで活躍。2004年にWWEとディベロップメント契約を交わし、傘下団体であるOVWで活動。2005年9月、白人至上主義の上流階級ギミックのカーウィン・ホワイトというリングネームで活動していたチャボ・ゲレロの付き人役として登場し、チャボと共に活動。11月、エディ・ゲレロが死亡し、それを受けてチャボがリングネームを本名に戻したため、活動の場を失いOVWへ降格。
OVWでニッキーとしてスピリット・スクワッドの一員となり、2006年1月、RAWにてジェリー・ローラー vs ジョナサン・コーチマンの試合に乱入。ビンス・マクマホンやシェイン・マクマホンの手先となり、ビンスと抗争中であったショーン・マイケルズと抗争。4月、メンバーのケニーとマイキー vs ビッグ・ショー＆ケインの世界タッグ王座戦でベルトの奪取をアシスト。D-ジェネレーションXとの抗争後、Cyber Sunday 2006で世界タッグ王座から陥落。仲間割れを起こしユニットを解散。そして再びOVWに降格となった。

#### 2008年 - 2010年
2008年9月、再びRAWに登場。リングネームをドルフ・ジグラーに改め、誰彼問わず自己紹介し、自分のことをアピールするギミックになった。デビュー戦ではバティスタに負けるものの、その後はRトゥルースやチャーリー・ハースに勝利を収める。
2009年、追加ドラフトによりSmackDown!へ移籍。MVPとUS王座を賭けて挑戦するも王座奪取とはならなかった。US王座挑戦後、グレート・カリと抗争開始。6月28日、The Bash 2009にてノーDQマッチを行い試合中にケインが乱入し、カリを襲撃。そしてカリからフォールを奪い勝利した。
7月10日、SmackDown!で試合後のレイ・ミステリオを襲撃して抗争を開始。ミステリオと抗争中にマリアとの恋愛ストーリーが開始するが、自身が振る形で終了。7月、Night of Champions 2009、8月のSummerSlam 2009とミステリオが保持するWWE IC王座に挑戦するが、王座奪取とはならなかった。ミステリオの謹慎に伴い、IC王者となったジョン・モリソンと抗争を開始。
2010年3月、WrestleMania XXVIではマネー・イン・ザ・バンク・ラダー・マッチに出場するが優勝は逃す。WrestleMania XXVI後、ヴィッキー・ゲレロと恋愛アングルを開始。8月6日、SmackDown!でコフィ・キングストンとWWE IC王座戦を行い勝利、初のベルトを獲得。
NXTシーズン4ではジェイコブ・ノヴァックを指導するプロとして登場。

#### 2011年
2011年1月7日、SmackDown!で行われたコフィ・キングストンとのIC王座戦に敗れ、王座から陥落。しかし直後にヴィッキーの手筈でコーディ・ローデス vs ドリュー・マッキンタイア vs ビッグ・ショーのWWE世界ヘビー級王座の第一挑戦者権利争奪マッチに出場。コーディからフォールを奪って勝利した。
2月18日、SmackDown!にてWWE世界ヘビー級王座を獲得。しかし、直後に復帰したGMであるセオドア・ロングの命令で王座戦をエッジと行い敗戦。王座から陥落。ロングとの抗争後、ヴィッキーと共にRAWに移籍。

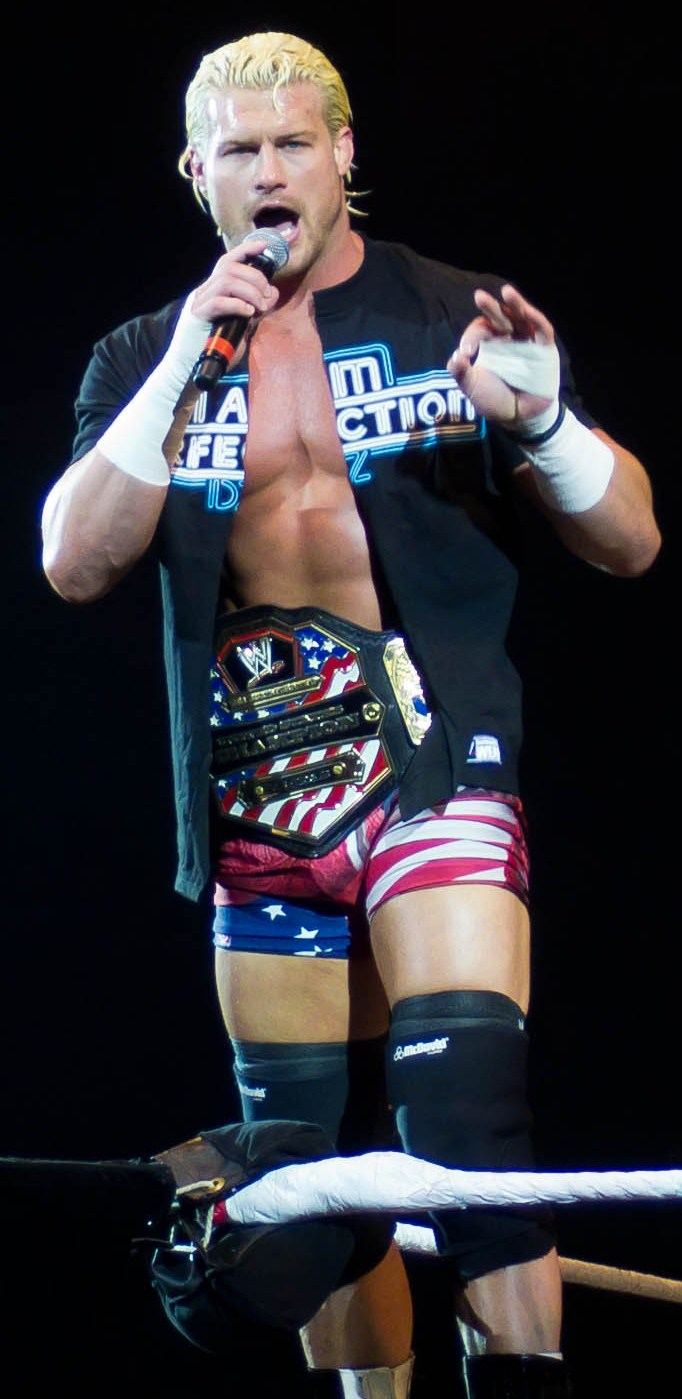
2011年、WWE US王者時代

RAW移籍後、ヴィッキー & レイ・クールと組んでモリソン & トリッシュ・ストラタス & スヌーキーと抗争。4月3日、WrestleMania XXVIIにてミックスドタッグマッチを行うが敗戦。
5月22日、Over the Limit 2011にてコフィ・キングストンからUS王座を奪取。ジャック・スワガーが仲間に加わり、WWEタッグ王座戦線に乗りこんだ。

#### 2012年
2012年、CMパンクが保持するWWE王座に挑戦。WrestleMania XXVIIIではジョン・ロウリネイティスの派閥の一員として活躍。
7月22日、WWE Money in the Bank 2012にてSmackDown!のマネー・イン・ザ・バンク・ラダー・マッチで優勝。
その後、恋人となったAJ、そしてボディガードとして登場したビッグ・E・ラングストンも加わり3人で活動を開始。

#### 2013年
2013年4月7日、Wrestle Mania 29にてラングストンとのタッグでヘル・ノーに王座戦で敗戦。同月8日、RAWにてマネー・イン・ザ・バンクの権利を行使。アルベルト・デル・リオからWWE世界ヘビー級王座を奪取。
5月19日、Extreme Rules 2013にてラダーマッチが予定されていたが、脳震盪を起こしてしまい欠場を余儀なくされてしまう。6月16日、Payback 2013にてデル・リオとWWE世界ヘビー級王座戦を行うが敗戦。頭部を狙った非情な攻撃をしたデル・リオがヒールターンしたのと同時にベビーターン。ベビーターン後、AJと別れ、抗争へと展開。

#### 2014年
2014年5月、不仲であったヒュー・ジャックマンと和解を果たす。
8月17日、SummerSlam 2014にて2度目となるIC王座を獲得。9月21日、RAWにて3度目となるWWE IC王座を獲得。12月14日、TLC&S 2014にて、ルーク・ハーパーとWWE IC王座争奪ラダーマッチを行い勝利。4度目のWWE IC王座戴冠を成し遂げる。

#### 2015年
2015年1月、RAWで、バッドニュース・バレットとのWWE IC王座戦を組まれる。王座を防衛したかと思いきや、試合直後にケインに三本勝負を宣告され残り2本を落とし逆転され敗戦し王座を失う。また、脳震盪のリハビリを行うための戦線離脱する際に解雇されるというアングルが組まれた。

#### 2016年
2016年10月9日、No Mercy 2016にてWWE IC王座を保持するザ・ミズと対戦。ミズの妻であるマリースとスピリット・スクワッド時代の仲間であったケニー & マイキーの介入もあり苦戦するがレフェリーが3人に退場を宣告すると同時にミズにスーパーキックを決めて勝利。5度目の王座戴冠となった。

#### 2017年
2017年12月17日、Clash of Champions 2017にてWWE US王座を保持するバロン・コービン、ボビー・ルードとトリプルスレットマッチによる王座戦で挑戦。終盤にコービンとルードが場外で攻防からリングに上がり、コービンがルードにエンド・オブ・デイズを仕掛けようとしたところ、背後よりジグザグを決めて勝利。ベルトを奪取した。

#### 2018年
2018年4月23日、RAWにてスーパースター・シェイクアップで昇格したドリュー・マッキンタイアとタッグチームを結成。タイタス・ワールドワイド（アポロ・クルーズ & タイタス・オニール）と対戦。中盤よりアポロを捕えて孤立させると最後にマッキンタイアのクレイモアと自身のジグザグの合体技を決めて勝利。6月18日、WWE IC王座を保持するセス・ロリンズにマッキンタイアをセコンドに従えて挑戦。終盤にロリンズのスーパーキックを浴びて倒れるとマッキンタイアが場外から介入しようとするもロリンズが阻止。この隙を突いて丸め込むも返されて逆に丸め込まれるが、再度返して丸め込んで3カウントを奪い勝利。ベルトを奪取した。9月3日、RAWにてWWEロウ・タッグ王座を保持するBチーム（カーティス・アクセル & ボー・ダラス）に挑戦する予定であったザ・リバイバル（スコット・ドーソン & ダッシュ・ワイルダー）をバックステージで襲撃してマッキンタイアとのタッグで挑戦権を奪う。終盤にマッキンタイアがボーをコーナーに叩きつけて場外に排除するとアクセルを孤立させ、最後に自身のジグザグとマッキンタイアのクレイモアの合体技を決めて勝利。ベルトを奪取した。

#### 2023年
9月21日、WWEによる人員削減の対象となり、WWEから解雇された。

### フリー転向

#### 2024年
1月4日、新日本プロレスの会場に登場。初代グローバル王座決定戦を最前列で観戦していた。勝利した初代王者のデビッド・フィンレーに因縁を付けられ掴み合いの喧嘩になる。バックステージでもフィンレーに襲いかかり、IWGP GLOBALヘビー級王座への挑戦を表明した。
1月13日、TNA Hard to Killに登場。TNA世界王座を防衛したムースにスーパーキックを浴びせ、王座挑戦をアピールした。
2月23日、The New Beginning 札幌大会でフィンレーを下し、第2代王者となる。その後は棚橋弘至相手に防衛するも、5月4日の福岡大会でフィンレーに敗れ、王座陥落。

## その他
- 弟のライアン・ネメスはFCWでブライリー・ピアースのリングネームで活動し、TNAでは兄弟タッグを結成している。またOVWやNJPW STRONGにあがるAJZ（アンドレアス・ジョン・ジグラー）は甥にあたる。
- いわゆるヘタレヒールとしての立場を確立しており、オーバーリアクション気味な受けには定評がある。あるハウスショーではジョン・シナ、CMパンク、コフィ・キングストン、ザック・ライダー、イヴのフィニッシャーを立て続けに受けきった事もある。ちなみに、この日は彼の誕生日だった。
- ヒール時代から会場人気は上々で、特に若年層男性からは爆発的な声援を得ていた。デルリオのヒールターンと同時にフェイスターンして以降は、老若男女問わず会場全体から声援を受け闘っている。
- ヒール時代とベビーフェイス時代で、特にファイトスタイルは変わっていない。これについて本人は、「(自分はスタイルを変えてないのにファンの声援が増えてきて)正直、痛快な気分だった」と話している。
- スピリット・スクワッド解散後、メンバーの中では下部組織も含めて最も長くWWEに所属し続けていた。

## タイトル歴
WWE
- 世界ヘビー級王座
- WWE IC王座
- WWE US王座
- WWE ロウ・タッグ王座

w / ドリュー・マッキンタイア
w / ロバート・ルード
- WWE スマックダウン・タッグ王座

w / ロバート・ルード
- WWE 世界タッグ王座

w / ケニー & マイキー & ジョニー & ミッチ
- NXT王座
- Mr.マネー・イン・ザ・バンク

TNA
- TNA世界王座：1回(第59代)

AAA
- AAAメガ王座

新日本プロレス

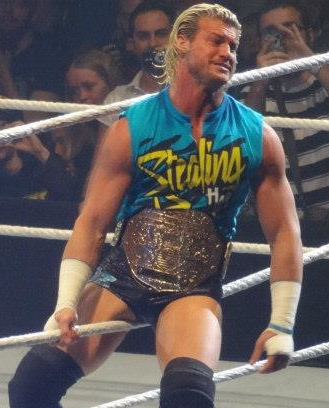
世界ヘビー級王座

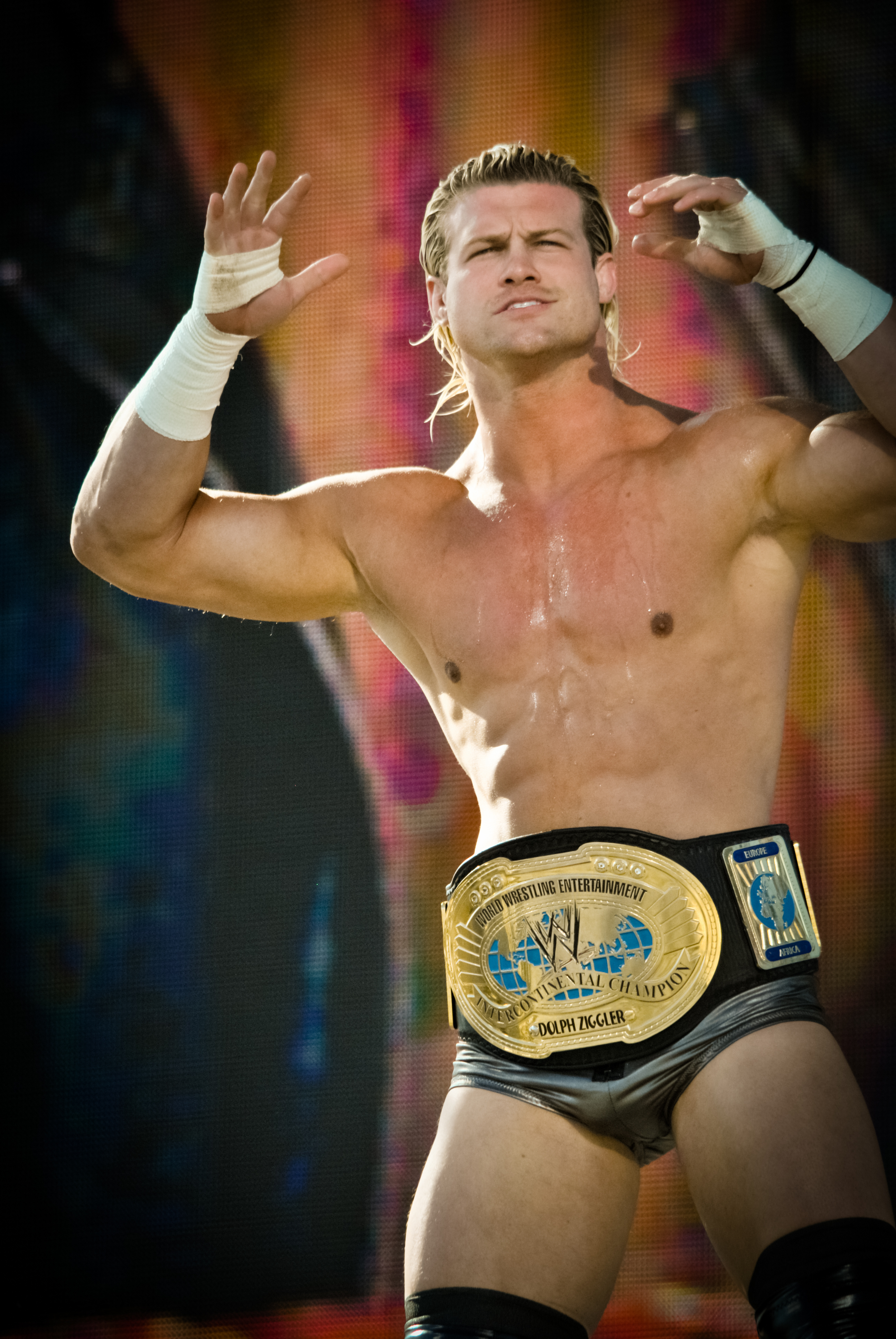
WWE IC王座

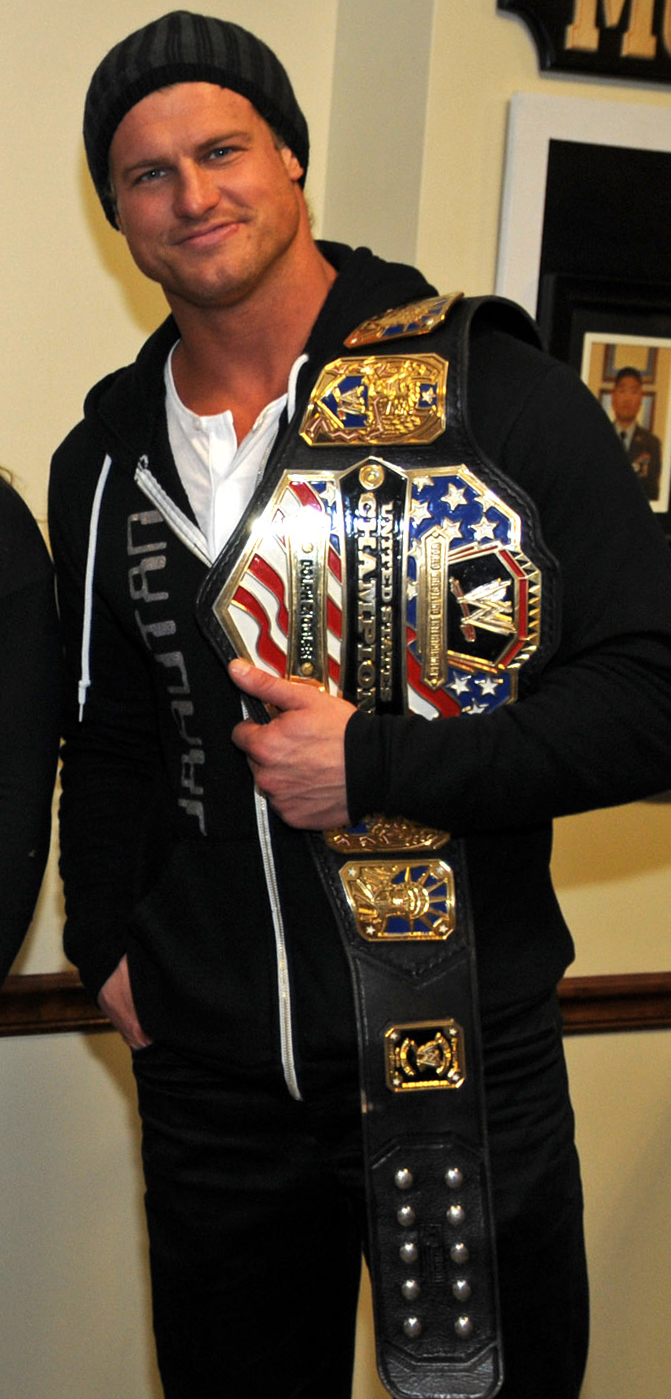
WWE US王座

- IWGP GLOBALヘビー級王座：1回(第2代)

## 入場曲
- Never Thought My Life Could Be This Good
- Team Spirit
- Big Style
- Time to Shout
- I am Perfection（Cage 9）
- I am Perfection （en:Downstait）

上記、ケージ・ナインのカバー曲。
- Here To Show The World （Downstait）
- We're Here To Show The World
- Wanted Man（Downstait）